# توا مارو
توا مارو (به انگلیسی: Toa Maru) یک زیردریایی بود که طول آن ۵۰۲٫۳ فوت (۱۵۳٫۱ متر) بود.